# アジア福音同盟
アジア福音同盟(あじあふくいんどうめい、 Asia Evangelical Alliance,略称:AEA)は、1983年に香港で設立された福音主義の教会の連絡機関。世界福音同盟の正会員でその傘下にある。
1982年の世界福音同盟主催の教会刷新アジア会議がアジアの教会指導者に与えた影響が設立の動機になった。
最初の名称は、Evangelical Fellowship of Asia(略称:EFA)だった。2008年8月、名称をAsia Evangelical Allianceに変更した。

## 目的
- アジアの各国の福音的な組織に霊的刷新、伝道、宣教、教会教育、神学、通信、情報交換などにおける協力
- アジアでの福音同盟未結成の国に対して、結成の促進、支援を行う。
- アジアの教会のために出版、実践ゼミ、研修ゼミ、指導者育成の活動の援助促進
- 会員団体の伝道と宣教、聖会、指導者養成研修会などの開催
- 世界の各大陸と他の福音主義同盟に対しての連絡機関。